# Constant Prévost
Pour les articles homonymes, voir Prévost.
Louis Constant Prévost est un géologue français né à Paris le 4 juin 1787 et mort à Paris le 16 août 1856.

## Biographie

### Formation
Fils du fermier général Louis Prévost, receveur des rentes à Paris, il fit ses études secondaires dans les lycées de la capitale, que le Consulat venait de requalifier en Écoles Centrales. Là, captivé par les conférences de Cuvier, celles de son maître Brongniart et d'André Marie Constant Duméril, il décida de se consacrer aux sciences naturelles et passa ses deux baccalauréats (en lettres et en science) en 1811, pour étudier la médecine et l'anatomie.

### Carrière
Brongniart l'orienta vers la géologie. De 1816 à 1819, il put accompagner l'associé de ce dernier,  Philippe de Girard, parti ouvrir une manufacture textile près de Vienne, et en profita pour étudier la géologie du Bassin de Vienne, où il reconnut le premier la présence de strates tertiaires identiques à celles du Bassin parisien, complétées d'une série postérieure. Sa communication suivante (1821) fut un essai consacré aux strates du Secondaire à travers la Normandie, qu'il compara à celles du sud de l'Angleterre, et pour lequel il bénéficia de la collaboration de Charles Lyell.
De 1821 à 1829 il fut professeur de géologie à l'Athénée de Paris, et joua un rôle de premier plan dans la fondation, avec Ami Boué, Gérard Paul Deshayes et Jules Desnoyers de la Société géologique de France (1830). En 1831, on lui confia la chaire de géologie de la Faculté des sciences de Paris. Dès le mois de juillet 1831, il était envoyé en mission avec un dessinateur pour rapporter l'éruption du volcan sous-marin qui donna naissance à l'île Ferdinandea (aujourd'hui Graham Bank, que les Français appellent l’île Julia) au large des côtes méridionales de Sicile.
Il fut élu en 1848 à l'Académie des sciences au fauteuil de son mentor Brongniart.
Se fondant sur sa connaissance détaillée des volcans d'Italie et d'Auvergne, il s'opposa à la théorie des cratères de soulèvement de Christian Leopold von Buch, jugeant que les cônes volcaniques se forment par accumulation successive de couches de lave. Comme Lyell, il estimait qu'il fallait analyser les phénomènes anciens comme le produit de processus lents et continus, toujours actuels (uniformitarisme) et délaisser les épisodes catastrophiques. Dans De la Chronologie des terrains et du synchronisme des formations (1845), il analyse la succession des dépôts éruptifs et sédimentaires à l'échelle de grands territoires. Ses ouvrages de synthèse sont Documents pour l'histoire des terrains tertiaires (Paris, 1827) et son Traité de géographie physique, écrit en collaboration avec E. Bassano (Paris, 1836).

## Publications
- Documents pour l'histoire des terrains tertiaires (1827)
- Notes sur l’île Julia : pour servir à l'histoire de la formation des montagnes volcaniques, Paris, F.-G. Levrault, 1835 (lire en ligne)
- Traité de géographie physique (avec E. Bassano, 1836)
- De la Chronologie des terrains et du synchronisme des formations (1845)